# Pachycara saldanhai
Pachycara saldanhai is een straalvinnige vissensoort uit de familie van puitalen (Zoarcidae). De wetenschappelijke naam van de soort is voor het eerst geldig gepubliceerd in 2004 door Biscoito & Almeida.